# Josef Linda
Josef Linda (říjen 1789 nebo červen 1792 Nové Mitrovice – 10. února 1834 Praha) byl český spisovatel, dramatik, novinář a možný falzifikátor. Ve sporu o Rukopisy je shledávána možná spojitost Lindova historického románu Záře nad pohanstvem s Rukopisem zelenohorským a s některými epickými básněmi Rukopisu královédvorského.

## Život

### Dětství a mládí
Josef Linda se narodil v jižní části Brd ve vsi Nové Mitrovice v zde usedlé rodině měřiče uhlí Emanuela Lindy (vyučeného hutníka) a jeho manželky Doroty, rozené Dobiášové, kteří zde byli oddáni v září 1788. Přesné datum jeho narození není známo, nejasnosti jsou i o měsíci a roku narození. V matriční knize je narození Josefa, syna Emanuela a Doroty Lindových, zaznamenáno v říjnu 1789, následně v červnu 1792 se měl narodit jeho bratr Jan. Původní novomitrovické matriky z let 1785–1797 se ovšem ztratily a v roce 1798 byly dle možností nově sepsány, avšak již bez uvedení konkrétních dnů narození a křtů. V případě Josefa Lindy navíc mohlo dojít k záměně jmen s jeho bratrem Janem, který v červnu 1794 zemřel jako čtyřletý (sic). Dle srovnání s dalšími archivními prameny, které zaznamenávají věk Josefa Lindy (žádost o gymnaziální stipendium, univerzitní matriky), vyhodnotil Josef Volf v roce 1932, že při obnovování novomitrovických matrik narození z tohoto období pravděpodobně došlo k omylu a prohození jmen obou bratrů – Jan se tak měl podle něj narodit roku 1789, Josef v roce 1792.
Mladý Josef Linda, objektivně popisovaný jako snaživý a učenlivý mladík, bez potíží vystudoval gymnázium (dne 15. května 1809 žádal jako žák druhé humanitní třídy magistrát města Blovice o stipendium, které ovšem nezískal), později též filozofii na filozofickém ústavu v Plzni (tehdy předstupeň pro studium práv). Zde jej učil vlastenecky zaměřený spisovatel Josef Vojtěch Sedláček, který nemálo ovlivnil smýšlení i tvorbu svého tak nadaného žáka. Roku 1816 dostudoval práva samá, složil zkoušky potřebné pro vyučování a několikrát se (vždy neúspěšně) snažil získat místo učitele na gymnáziu. 
Členství ve studentském vlasteneckém kroužku Lindovi napomohlo k řadě známostí – především se zde poprvé setkal s Václavem Hankou, náruživým vlastencem, toužícím po rozkvětu českého národního uvědomění, čehož se sám pokoušel docílit zejména skrze literaturu. Mezi oběma chlapci se záhy rozvinulo blízké přátelství – společně navštěvovali přednášky slovanské filologie a historie již tehdy uznávaného Josefa Dobrovského, psali básně (díky Hankově lingvistickému vlivu často obsahující pravopisné a jazykové novotvary), roku 1816 spolu i bydleli.

### Rukopisy
Právě ve sdíleném bytě v podnájmu u Mádlů, v Konviktské ulici č. 16 (dceru domovníka Františka Mádla Barboru sice shodně miloval jak Hanka, tak Linda, za manželku ji však pojal 11. února 1822 prvně zmiňovaný) mělo téhož roku dojít k unikátnímu objevu, jenž započal téměř dvousetletý spor o Rukopisy.
Josef Linda zde údajně nalezl středověký rukopis z 13. či 14. století, tzv. Píseň vyšehradskou (někdy také Píseň pod Vyšehradem, či Milostná píseň pod Vyšehradem, známý též pod zkratkou PV – jedná se o jeden list rozměru asi 15 × 22 centimetrů, popsaný po jedné straně, devatenáctiřádkový), a to v deskách knihy nájemníků, jíž při studiu užíval jako podložku pod nohy. Během sporu o pravost se následně přiznal, že špatně čitelná písmena z neznalosti obtáhl (nikoli však černidlem, jak tvrdil Josef Jungmann, nýbrž zvláštní měďnatou suspenzí). Lindův nález přesto nezanechal ve společnosti větší odezvy, sám Dobrovský zpočátku zastával většinový názor, že jde o skutečnou středověkou památku.
Teprve roku 1818, po nálezu Rukopisu zelenohorského (RZ), již třetí „středověké památky“ objevené v rozmezí dvou let (před ním Píseň vyšehradská, roku 1817 Rukopis královédvorský), začal Dobrovský pochybovat o autentičnosti dvou dosud nalezených děl (Rukopis královédvorský přitom stále shledával původním – proti tomu měl být RZ falzem zhotoveným na základě právě jazykových nuancí RK), pro nepravost se však oficiálně vyslovil teprve roku 1824. Autory označil souhrnně Hanku i Lindu za předpokladu, že některé, zvláště epické básně by Hanka nebyl schopen složit bez Lindovy asistence (moderní historici se však většinově přiklánějí k názoru, že Hanka je hlavním původcem skupiny padělků, Linda pak pouze jejich spoluautorem). 
Linda, byť počáteční zastánce rukopisné pravosti (takto například vykládal báseň Záboj a Slavoj z RK jako literární připodobnění k slovanskému vůdci Sámovi) se k problematice kolem RKZ nikdy přímo nevyjádřil, jeho účast na rukopisných podvodech tedy nelze nijak prokázat. Podle některých dobových autorů, zejména Aloise Vojtěcha Šembery, je dokonce vysoce nepravděpodobné, že by autor Záře nad pohanstvem, „nadmíru planého výtvoru rázu téměř dětinského“ mohl být tvůrcem RZ; také podle názoru Josefa Jirečka z roku 1879 „slušno jest, aby památka muže takového mezi námi zůstávala ve cti a aby konečně umlkly liché výmysly, kterýmiž se na jmeno jeho beze všelikého podstatného důvodu lépati chce pomluva, jako by se byl dopustil podvodu literárního, podvodu, jehož podle mravní své povahy, podle umělosti slovesné i vyspělosti vědecké naprosto byl neschopen.“

### Další činnost
Roku 1818 začal Linda kromě publikační činnosti (v této době vydal své nejzásadnější dílo, přestože četně kritizované, historickou prózu Záře nad pohanstvem nebo Václav a Boleslav) též spolupracovat s Pražskými Novinami Schönfeldových, v roce 1820 pak redigoval Vlastenecký Zvěstovatel, včetně beletristických příloh. Úroveň periodik svou činností pozvedl, šířil vzdělání v duchu osvícenství, s důrazem na slovanství a oddané vlastenectví, ovšem nevyhýbal se ani sociální a politické kritice. Velký publikační prostor poskytl krásné literatuře, kde dával šanci především moderní evropské romantice a pokusům o její obdobu v českém kontextu. Sám pak v novinách publikoval své původní práce i překlady, přičemž buďto užíval četných uměleckých jmen (Bartoloměj R. Brůžek, L. Brůžek, J. Mitrovský, Pravdomil Solkyneštěkavec, J. L., L.), či autorství zcela ponechával anonymitě. 
Od roku 1822 působil v univerzitní knihovně (veřejná c. k. Univerzitní knihovna, předchůdce Národní knihovny České republiky). Této funkce se však vzdal již o tři roky později, v touze se plně věnovat novinám. Lindova touha po náročné literatuře se odrazila i v podobě jeho překladů, z nichž velká část zůstala v rukopise právě proto, že z pohledu kritiky byly nevyhovující. Vydány nebyly překlady Schillerových her, časopisecky vyšly pouze části z přeloženého Shakespeara.
Josef Linda žil v Praze, ale dlouhodobě trpěl tuberkulózou a od konce 20. let 19. století se léčil na venkově (jeho povinnosti v redakci zastával přítel František Bohumil Tomsa). Své nemoci podlehl 10. února 1834 doma v Praze. Pohřben byl na pražských Olšanských hřbitovech. Jeho hrob však ještě v průběhu 19. století zanikl a jeho přesná lokalizace již není známa.

## Dílo

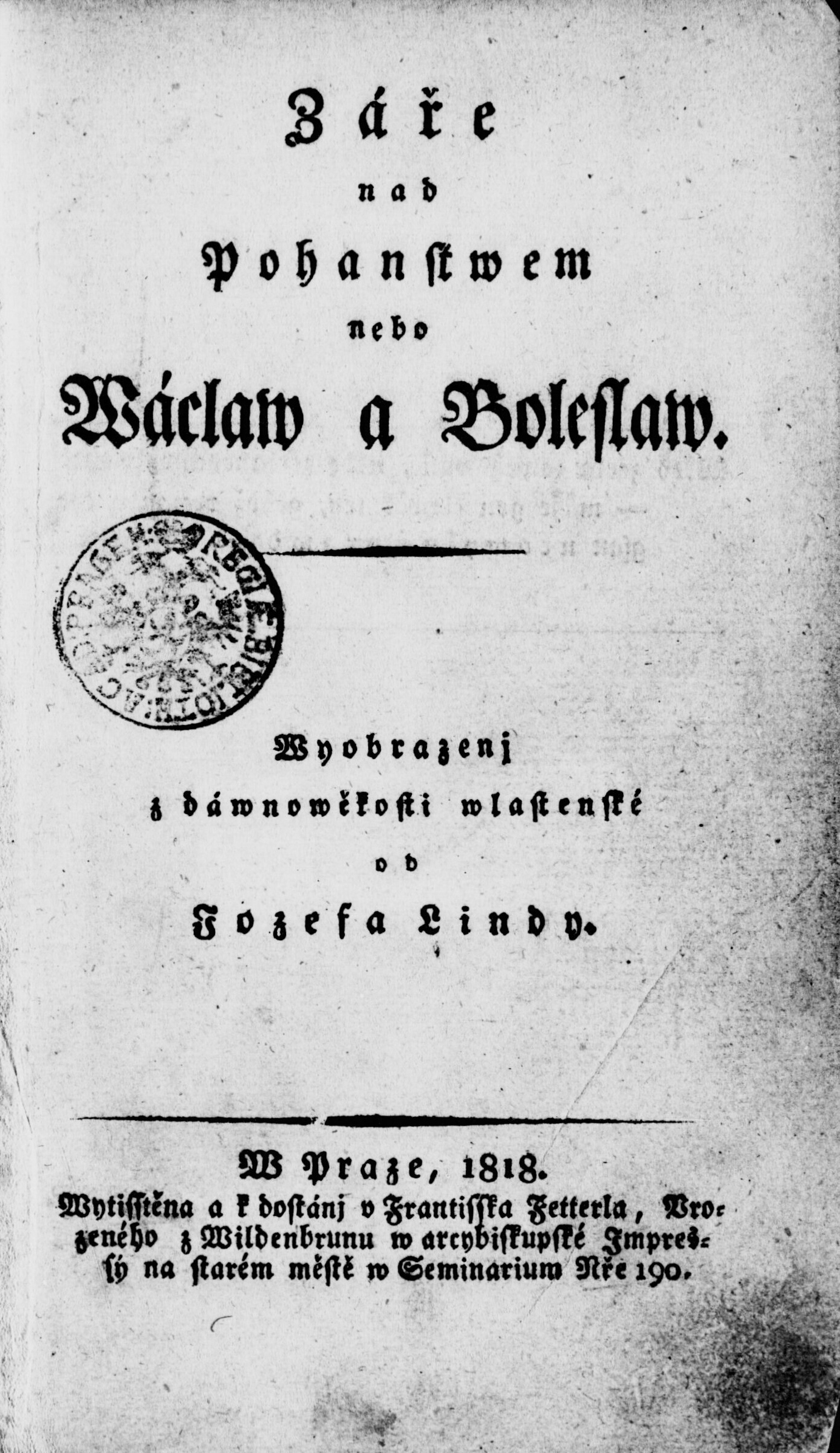
Titulní strana prvního vydání Lindovy prózy Záře nad pohanstvem nebo Václav a Boleslav (1818)

Větší část jeho literární činnosti je spojena s novinami. Próza Záře nad pohanstvem nebo Václav a Boleslav bývá označována za první původní český historický román.

### Básně
- Jiří Poděbrad (1818, dostupné online: 1823, 1927)
- Obdařený otec (1820, dostupné online)
- Vědomí (1827)
- Na svornost (1828)
- Boží trest (1829, výňatek (2 sloky) dostupný online)

### Próza
- Záře nad pohanstvem nebo Václav a Boleslav (1818, líčí boj mezi křesťanstvím a slovanskými kulty. Svatý Václav symbolizuje křesťanství, kdežto Boleslav I. opak. Kniha končí zavražděním Václava a Boleslavovým přijetím víry, dostupné online: 1818, 1924)

### Divadelní hra
- Jaroslav Šternberg v boji proti Tatarům (1823, vychází z pověsti o obležení Olomouce Tatary ve 13. století, dostupné online: 1823, 1930)

### Učebnice
- Obrazní přírodoznanská kniha s 25 kamenotiskými přimalovanými vobrazeními živočichů (uváděno i jako Obrazní přírodoznamská kniha pro dítky, překlad z němčiny, 1823)

## Domnělý portrét

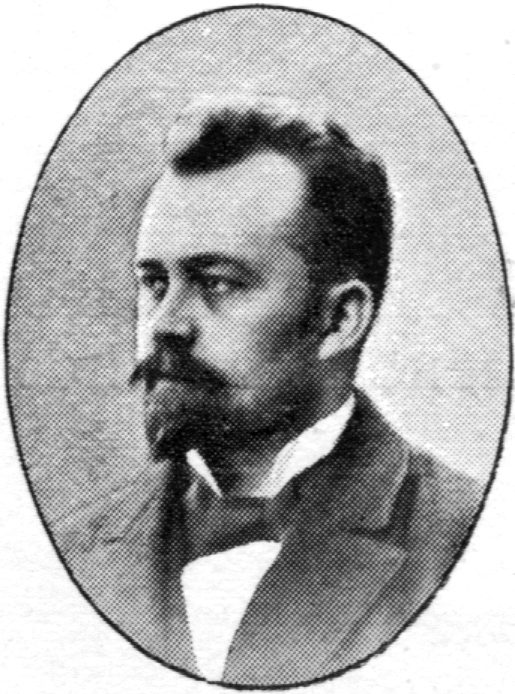
Snímek, na němž je vyobrazen švédský pedagog a hudebník Josef Lind. Portrét je někdy mylně vydáván za podobiznu českého spisovatele Josefa Lindy.

Podoba Josefa Lindy není známa, přesto je někdy publikován jeho domnělý portrét (např. v 15. dílu Toulek českou minulostí). Ve skutečnosti tento snímek vznikl více než 60 let po Lindově smrti. Jedná se o zkušební tisk pro fotografický registr členů jedné švédské řádové společnosti a je na něm zobrazen švédský pedagog, varhaník a dirigent s velmi podobným jménem – Josef Lind.